# Палаццо Альтьери
Палаццо Альтьери (итал. Palazzo Altieri) — дворец в Риме, историческое владение знатной семьи Альтьери в центре города, в районе Кампо Марцио. Примыкает к церкви ордена иезуитов Иль-Джезу и выходит фасадом на одноимённую площадь (Piazza del Gesù).

## История

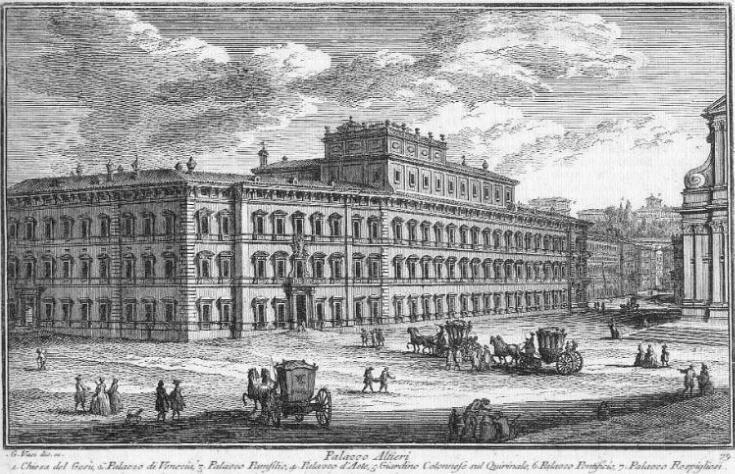
Плаццо Альтьери. 1754. Офорт Дж. Вази

Когда Джованни Баттиста Альтьери, старший брат папы Климента X, был возведён папой Урбаном VIII в кардиналы, он рассудил, что его дом не соответствует новому титулу и в 1650 году поручил архитектору Джованни Антонио Де Росси начать перестройку палаццо на том же месте. Когда Папа Климент в 1670 году взошёл на папский престол, за дальнейшими ремонтными работами наблюдал кардинал-племянник папы Палуццо Палуцци Альтьери дельи Альбертони.
К 1673 году был завершён Большой салон дворца. Кардинал Камилло Массимо рекомендовал в качестве живописца-декоратора Карло Маратту, иконографическая программа композиции «Триумф милосердия» была разработана Дж. П. Беллори. На фреске аллегорическая фигура «Милосердия» (Clemency), намёк на имя папы, окружена фигурами, олицетворяющими другие христианские добродетели.
В последующие века здание использовали в коммерческих целях, как резиденцию младших средних школ Liceo Visconti. Здесь жили актриса Анна Маньяни, танцор Гвидо Лаури и писатель Карло Леви, упоминавший его в романе «Часы». Одно время в палаццо располагалось посольство Японии в Италии. В настоящее время здание представляет собой кондоминиум, частично занятый Итальянской банковской ассоциацией (ABI), двумя другими банками (FINNAT и Banca Popolare di Novara) и частично частными владельцами. Однако сохраняется архив и «Библиотека Альтьери».

## Интерьеры дворца
В интерьерах палаццо сохранились многие произведения искусства, в том числе росписи Никколо Берреттони, картины Луки Джордано, Бернардо Строцци, Питера Мулира Младшего, Доменико Мария Канути, Леонелло Спада, Фабрицио Кьяри, Феличе Джани, Винченцо Камуччини, Франческо Дзуккарелли, Франческо Манно и Джузеппе Бонито. В бывших апартаментах принцессы находится собрание старинных шпалер, в том числе по картонам Джулио Романо, мебели, изделий из серебра и многое другое.